# Acantholobulus bermudensis
Acantholobulus bermudensis is een krabbensoort uit de familie van de Panopeidae. De wetenschappelijke naam van de soort is, als Panopeus bermudensis, voor het eerst geldig gepubliceerd in 1891 door Benedict & Rathbun.